# Польсько-монгольські відносини
Польсько-монгольські відносини – двосторонні дипломатичні відносини між Польщею та Монголією.

## Дипломатичні відносини
Дипломатичні відносини встановлено у 1950. У столиці Польщі є монгольське посольство, посольства Польщі на території Монголії в даний час немає, посол Польщі в Монголії знаходиться і здійснює свою діяльність у Варшаві. В Улан-Баторі функціонує Почесне консульство Польської Республіки.

## Економічні відносини
Товарообіг між країнами невисокий, але за прогнозами має тенденцію до зростання. Польський експорт до Монголії складається в основному з продуктів харчової промисловості (34,3%), пластмас (24%), продуктів тваринництва (12,8%), а також обладнання та машин (10,7%). За даними на 2014 рік загальна сума польського експорту до Монголії становила близько 35,4 млн євро. У 2018 позитивне сальдо торгового балансу з Монголією становило 60 млн євро, більше 90% - польський експорт. Імпорт із Монголії до Польщі незначний.

## Спільні проєкти
Пріоритетними напрямками співробітництва між країнами є сільське господарство та переробка сільськогосподарської сировини, енергетика, транспорт, видобуток вугілля (у тому числі постачання з Польщі гірничодобувного та аварійно-рятувального обладнання), співробітництво в галузі освіти та сфери високих технологій.
Також Польща співпрацює з Монголією в рамках програми грантів Міністерства закордонних справ, одним із проєктів є фінансування Центру для дітей з обмеженими можливостями (синдромом Дауна) в Улан-Баторі.
У 2017 Монголія отримала від Польщі пов'язаний кредит на суму 50 млн євро. Одним із проєктів, які були реалізовані з використанням позикових коштів, була купівля Монголією пожежних машин польського виробництва.